# Атомная энергетика Италии
Атомная энергетика в настоящее время (2023 год) в Италии отсутствует.
Ранее, на американских технологиях в Италии были построены атомные электростанции: 
в 1959[прояснить], 1963 (АЭС Латина), 1964 (АЭС Гарильяно, 1964—1982) и 1978 (АЭС Каорсо) годах. 
В 1987 году, после аварии на Чернобыльской АЭС на всенародном референдуме итальянцы проголосовали против развития в стране атомной энергетики, и в 1990 году в Италии был остановлен последний энергетический ядерный реактор.
Правительство Сильвио Берлускони в 2008 году назвало «катастрофой» решение о закрытии в Италии атомных электростанций, однако катастрофа 11 марта 2011 года на японской АЭС «Фукусима-1» опять склонила общественное мнение к отказу от атомной энергетики: около 95 % проголосовавших (явка составила приблизительно 57 %) во всенародном референдуме в июне 2011 года высказались против предложенных премьером Берлускони планов по восстановлению атомной энергетики в стране. Италия первой провела подобный референдум после аварии на японской АЭС «Фукусима-1».

## Атомные электростанции
| АЭС          | Э/б | Тип реактора | Статус | Начало | Пуск | Закрытие | Мощность | Оператор | ЯППУ                 | Топливо |
| ------------ | --- | ------------ | ------ | ------ | ---- | -------- | -------- | -------- | -------------------- | ------- |
| Гарильяно    |     | BWR          |        | 1959   | 1964 | 1982     | 150      |          | General Electric     |         |
| Латина       |     | Магнокс      |        | 1958   | 1963 | 1987     | 153      |          | TNPG                 |         |
| Каорсо       |     | BWR          |        | 1970   | 1978 | 1990     | 860      |          | AMN/General Electric |         |
| Энрико Ферми |     | PWR          |        | 1961   | 1964 | 1990     | 260      |          | Westinghouse         |         |

Атомные электростанции Италии
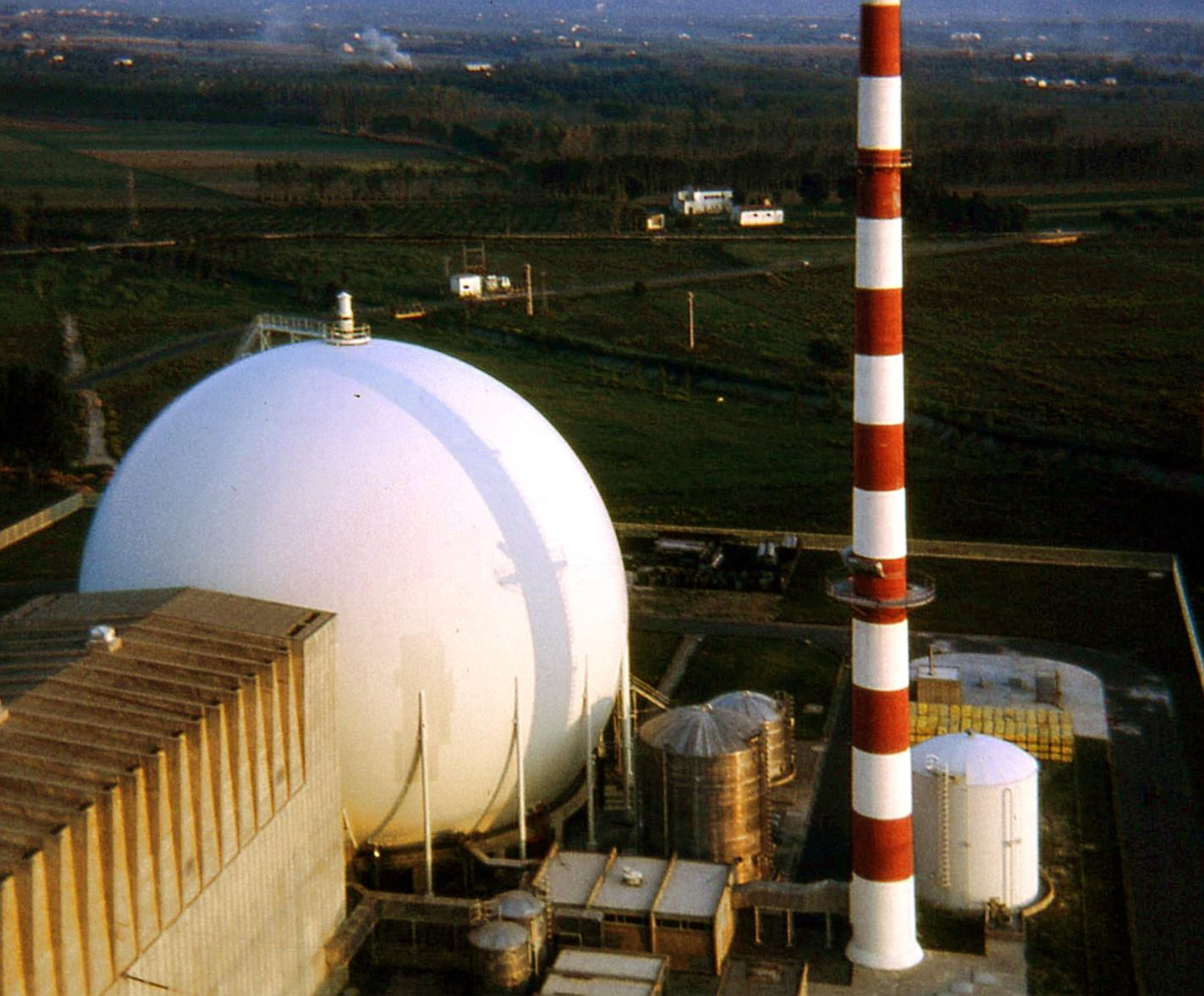
Гарильяно, 1970 год
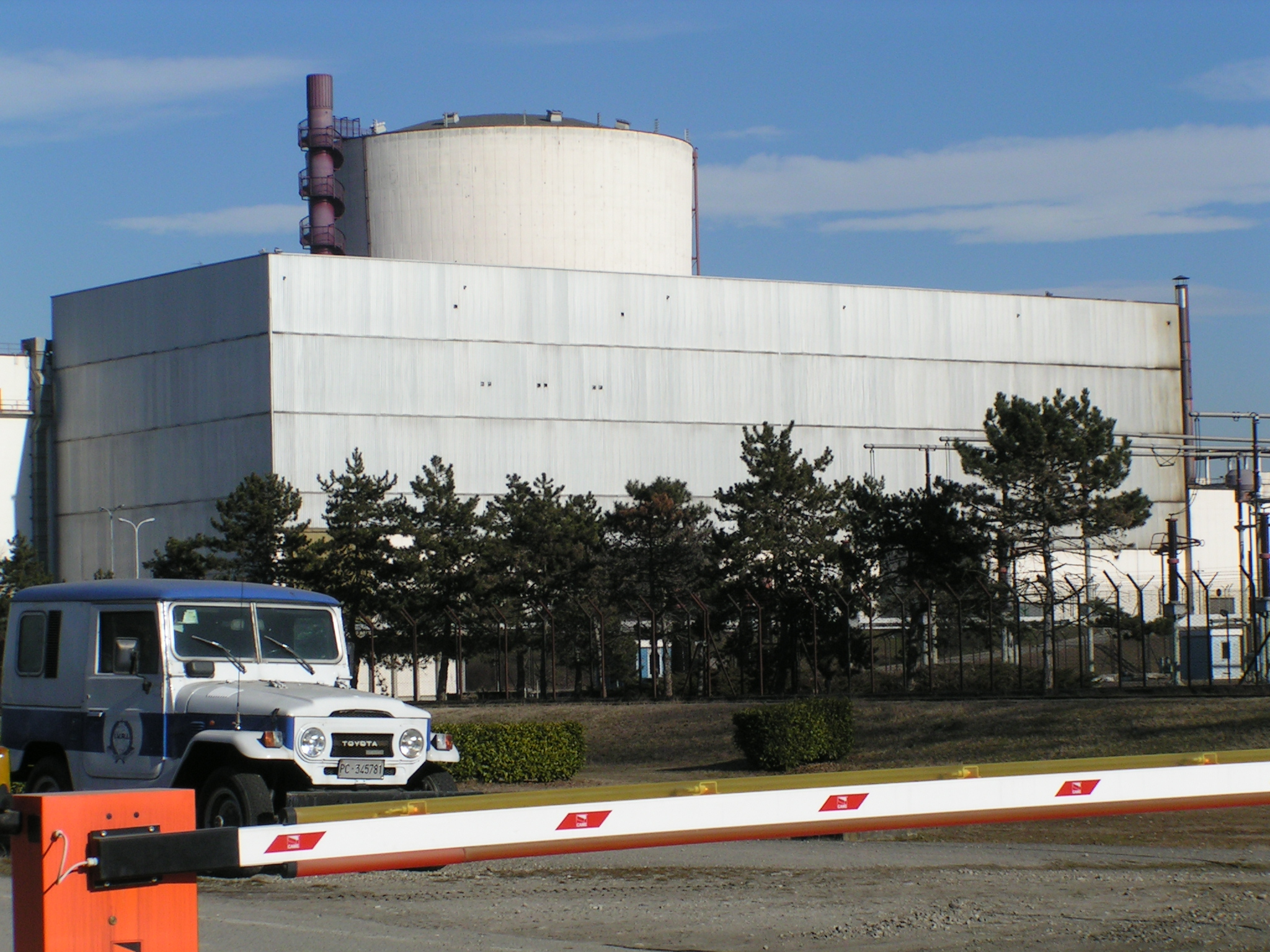
Каорсо, 2005 год[прояснить]
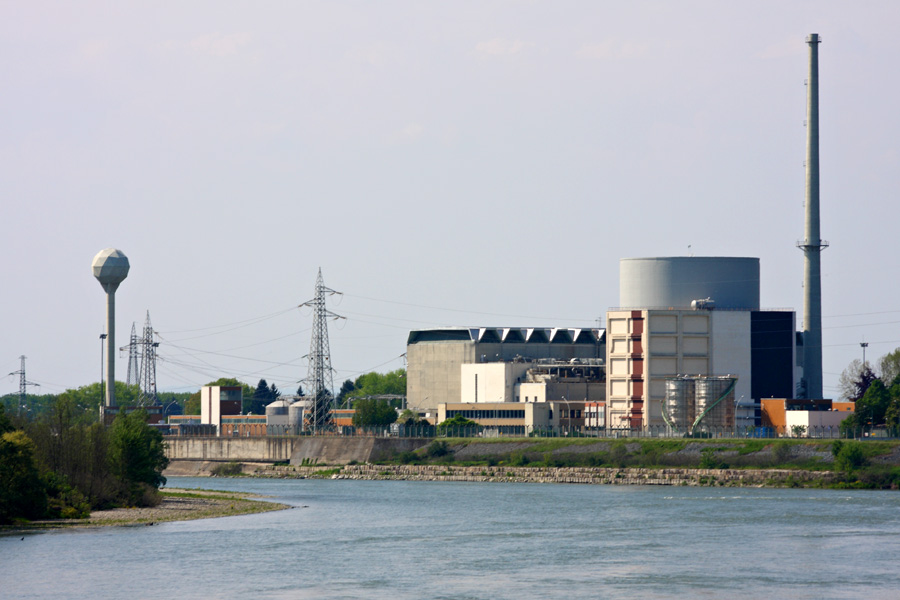
«Энрико Ферми», 2010 год[прояснить]
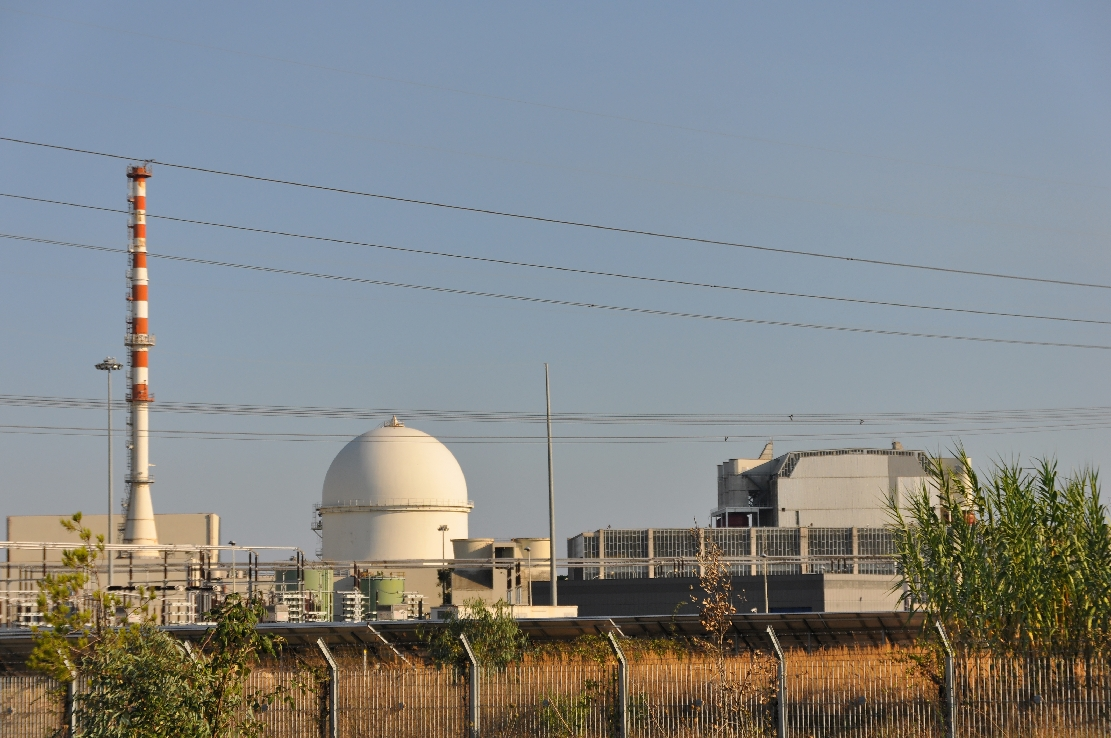
АЭС Латина, фото 2012 года